# بانپو-دونگ
بانپو-دونگ (به لاتین: Banpo-dong) یک منطقهٔ مسکونی در کره جنوبی است.